# Michele Carcano
Michele Carcano, oft mit der Herkunftsangabe de Mediolano, da Milano, OFM (* 1427 in Lomazzo; † 20. März 1484 in Lodi) war ein italienischer Franziskaner. Er wird in der römisch-katholischen Kirche als Seliger verehrt.

## Leben
Michele Carcano wurde 1427 als Sohn von Donato Carcano und Cremondina Besozzi in eine adlige Mailänder Familie geboren. Im Jahr 1442 trat er dem Franziskanerorden im Santa-Croce-Kloster in Como bei. Nach seiner Priesterweihe wurde er Wanderprediger. Seine Predigten standen unter dem Einfluss der Schriften des Franziskaners Bernhardin von Siena. 1450 wirkte er in Rom bei dessen Heiligsprechungsprozess mit und begleitete 1472 die Überführung des Leichnams Bernardins nach Aquila. Zahlreiche seiner Predigten wurden veröffentlicht.
Nachdem Carcano in seinen Predigten immer wieder gegen den „Wucher der Juden“ wetterte, gründete die Stadt einen Monte di Pietà. Außerdem sorgte er 1468 für die Errichtung eines Hospitals in Piacenza. Im Jahr 1472 setzte er sich für die Wiedervereinigung einer Vielzahl kleiner Stiftungen ein, die in einer Anstalt für die Krankenversorgung der Armen mündete.

## Verehrung und Seligsprechung

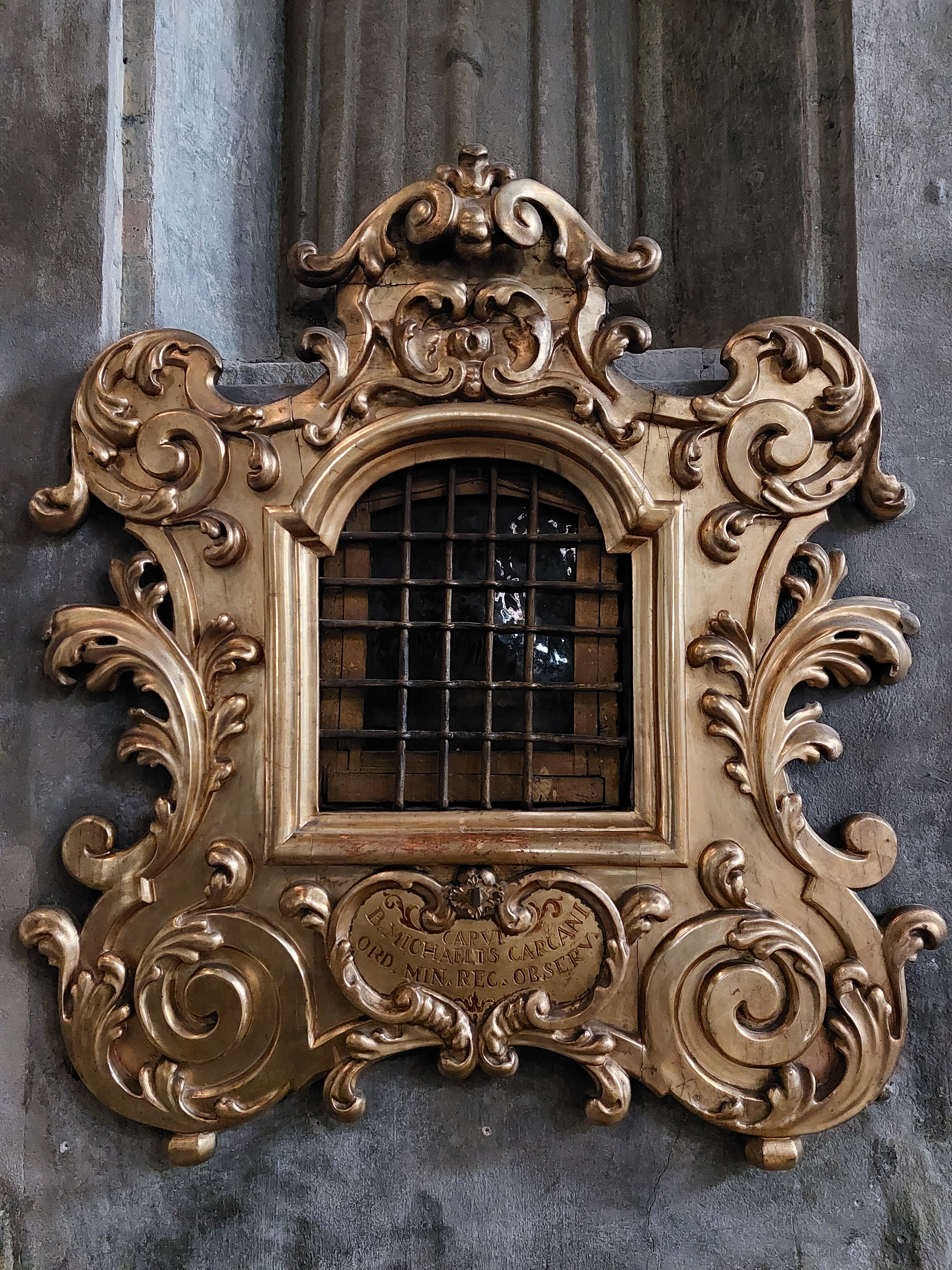
Reliquienschrein mit dem Kopf des Michele Carcano in der Kirche San Francesco in Lodi

Am 9. Oktober 1912 sprach Pius X. Michele Carcano selig ab immemorabili.

## Werke
- Sermonarium Triplicatum, scilicet per Adventum et per Duas Quadragesimales de Peccatis Capitalibus. Franciscus de Hailbrum & Nicolaus de Frankfordia, Venedig 1476 150 Predigten.
- Sermones de Variis Argumentis et Liber de Fide Christiana. Basel 1479.
- Quadragesimale seu Sermonarium duplicatum scilicet per Adventum et Quadragesimam de Poenitentia et eius Partibus / Sermonarium de penitentia per adventum et quadragesimam fratris Michaelis Mediolanensis. Giorgio Arrivabene, Venedig 1487 (92 Predigten).
- Sermones de Quatuor Novissimis. Köln 1492.
- Sermones de Virtutibus/Sermonarium de Commendatione Virtutum et Reprobatione Vitiorum. Uldericus Scinzenzeler, Mailand 1495.
- Confessionale generale. Otino Luna, Venezia 1500.